# 발안로
발안로(發安路)는 경기도 화성시 향남읍 발안사거리를 기점으로 하여,  오산시 누읍동 초평중앙로에서 끝나는 도로이다. 과거의 종점은 오산시 가수동 남촌오거리였으나, 세교2택지개발사업으로 구간이 축소 및 변경되었다. 평택시 서탄면을 지나는 구간도 존재한다. 국가지원지방도 제82호선에 속하는 구간이 많다.

## 연혁
- 2018. 11. 19. 오산시 가수동 298-6 (성호대로 1)에서 오산시 누읍동 405-2 (발안로 1420)으로 구간 단축,(경기도 고시 제2018 - 295호) 기초번호가 1~1516에서 1~1420으로 변경. 도로 총연장이 18.8 km에서 17.8 km로 감소 (경기도 고시 제2018 - 295호)
- 2021년 1월 4일 세교2택지개발사업으로 종점을 누읍동 405-2에서 오산시 누읍동 431-3로 변경하여 선형 변경으로 구간이 감소. 기초번호가 1~1420에서 1~1379으로 감소됨.( 경기도 고시 제2020-285호)

## 관련 도로
발안로의 옛 구간을 일부 포함하고 있는 도로이다.
- 초평중앙로
- 감투로